# Барабаш, Тибор
Ти́бор Ба́рабаш (венг. Barabás Tibor; 27 августа 1911, Пецель — 1 мая 1984, Будапешт) — венгерский прозаик и сценарист.

## Биография
Выходец из рабочей среды. Коммунист. С 1928 года принимал участие в рабочем движении. Во время режима Хорти с 1940 по 1945 год принудительно находился в трудовом лагере.
В 1945—1949 годы — секретарь Союза писателей Венгрии. В 1957—1966 годы руководил пресс-службой Венгерской коммунистической партии.

## Творчество
С 1932 года начал регулярно публиковать статьи в различных газетах и журналах Венгрии.
Автор исторических и биографических романов про Бетховена, Моцарта, Шопена, Ф. Листа, Микеланджело, Рембрандта и других, а также рассказов и киносценариев.

## Избранная библиография
- Аттила Йожеф, поэт нищеты (1940)
- Подпоручик князя Ракоци (1953)
- Бетховен (1955)
- Моцарт. Путешествие в Париж (1957)
- Источник любви (1959)
- Рождественская история (1962)
- Турецкая фабрика (сборник рассказов, 1963)
- Шопен (1963)
- Наша гордость (сборник рассказов, 1964)
- Ночной дозор (роман, 1965)
- Золотой фазан (1968)
- Наполеон в заключении (роман, 1968)
- Жизнь Микеланджело (1970)
- Крест на вершине холма (сборник рассказов, 1972)
- Уриэль (роман, 1974)
- Легенда крепости (1974) и др.

Перу Т. Барабаша принадлежат несколько статей о Т. Шевченко.

## Награды и премии
Награждён рядом венгерских и иностранных орденов и медалей, в том числе:
- Орден Заслуг Венгерской Народной Республики (1981)
- Орден «Кирилл и Мефодий» (1974)
- Премия имени Кошута
- Премия имени Аттилы Йожефа и др.